# ピエール・ルイス
ピエール・ルイス(Pierre Louÿs、1870年12月10日-1925年6月4日)は、ベルギー生まれのフランスの詩人、小説家。
高踏派の流れを汲む象徴主義の詩人であると共に、古代ギリシアに関する該博な知識に彩られた官能的なヘレニズム世界を描いた作家として知られる。
また、若き日のジッド、ヴァレリー、ドビュッシー、ワイルドらと親しく交わり、彼らに影響を与えた。

## 生涯

### 出生から少年時代
1870年12月10日に、両親が普仏戦争の戦火を避けて疎開していたベルギーのヘントに生まれる。出生名はピエール＝フェリックス・ルイ(Pierre-Félix Louis)。ルイ家はシャンパーニュ地方の裕福なブルジョワの家系であり、父は弁護士のピエール＝フィリップ・ルイ、母はその後妻であるクレール・セリーヌ・マルダンで、ピエールは末子であった。
ただし、父親に関しては、彼の腹違いの兄でルイ家の長男であるジョルジュ・ルイが本当の父親である、とする説が有力である。ルイス自身も、『ポゾール王の冒険』をジョルジュに捧げた際に、自らを兄の「長男」であると称している。
なお母方の大伯父には、ナポレオンの副官を務めたジャン＝アンドシュ・ジュノーがいる。
母親の死後より、外務省に勤めていた長兄のジョルジュと共にパリに暮らす。
1882年から、パリ6区にある中高一貫の私立校・アルザス学院に通い始めた。この頃次兄ポールと特に親しかった。ポールは13歳年上で、医学を志し、古典にも通暁した人物であった。だが次兄は病院の通勤助手をしていた1884年に結核で亡くなり、その死はピエールに激しい衝撃を与えた。
少年時代よりヴィクトル・ユゴーやワーグナーなどに傾倒し、崇拝する。また、ラテン語などの勉強に打ち込み、学業においても優秀な成績を修めていた。

### 青春時代
1888年には、アルザス学院に復学してきたアンドレ・ジッドと同学級になり、交友が始まった。二人は活発に書簡のやり取りをするようになり、ルイスはジッドの処女作『アンドレ・ワルテルの手記』の生成を、その校正や、同書の冒頭に寄せた「編集注記」の執筆などにより手助けしたり、内気なジッドを文学サロンに連れて行ったりした。ジッド自身が曰く「コーチを必要としていた」彼に、まさにその役割をルイスは果たしていた。その他友情の模様はジッドの回想録『一粒の麦もし死なずば』に詳しく書かれている。
ルイスはその後、リセの最終学年をジャンソン＝ド＝サイイ高等中学校に転校して修めた。この頃同級生たちと「ポタッシュ・ルヴュ」という同人誌を刊行し、同誌に匿名で作品を発表し、旺盛な執筆活動を行った。この雑誌には、ジッドも筆名を用いて詩を寄稿している。
1889年秋からパリ大学に入学し、法学部と文学部に登録。1890年5月、パリの学生代表使節団として参加したモンペリエ大学創立600年記念祭において、当時同大学の法学部生であった1歳年下のポール・ヴァレリーに出会い、親交を結ぶ。ルイスはヴァレリーとの手紙の中で、ヴァレリーの尊敬するマラルメの詩を書き送るなどして、彼をおおいに感激させた。ルイスの方でもヴァレリーの影響でマラルメに親しむようになり、マラルメの主催するサロン≪火曜会≫に顔を出すようになる。マラルメの知己を得たルイスは、彼にヴァレリーの詩を紹介し、マラルメとヴァレリーを引き合わせた。
またその後、ルイスの仲介でジッドとヴァレリーも親しく付き合うようになる。
この年の秋頃から、本来の姓である「ルイ」(Louis)を改名して、ギリシア風に「ルイス」(Louÿs)と署名するようになる。

### 文壇へのデビュー
1890年12月より、≪火曜会≫を通して親交を深めていた詩人アンリ・ド・レニエの紹介で、ルイスは高踏派の詩人ジョゼ＝マリア・ド・エレディアの主催するサロンに出入りするようになった。≪土曜会≫と名付けられたサロンで、彼はエレディアの次女と三女で、最愛の女性となるマリー・ド・エレディア(後のレニエ夫人)と、最初の妻になるルイーズ・ド・エレディアの姉妹に出会う。
この頃ルイスは、医師から3年の余命宣告を受けていた。この宣告は結局誤診であったが、母と次兄を結核で早くに亡くしていたルイスはそれを信じ込み、相続した父親の遺産30万フランを3等分し、高価な稀覯本などを買い漁り、放蕩に明け暮れる生活を送っていた。
1891年3月、ルイスは自らが主幹となって≪La Conque≫(法螺貝)という洒脱な装丁を施した豪華な同人誌を刊行した。この同人誌は同世代のジッドやヴァレリーなど若い詩人の作品が掲載された他、シャルル＝マリ＝ルネ・ルコント・ド・リール、マラルメ、エレディア、レニエなどの先輩世代の詩人にも寄稿を依頼していた。創刊号にはヴァレリーの『ナルシス語る』が掲載され、大きな反響を呼んだ。
また、この年にはオスカー・ワイルドとの交流も始まり、ルイスはロンドンのワイルドのもとを訪問したり、ワイルドの戯曲『サロメ』のフランス語版の校閲を担当し、同作を献呈されたりと、友好関係を結んだ。

### 華やかな文名
1894年、ルイスは『ビリティスの歌』を独立芸術書房から刊行する。本書は「サッフォーと同時代を生きた古代ギリシアの女流詩人ビリティスによる詩のフランス語訳」という体でルイスの自作の散文詩を発表したものであった。巻頭にビリティス伝を付けたり、所々に「翻訳不可」の文字を入れたり、参考文献リストを示したりといった、数々の丹念な細工をルイスが施したために、彼の嘘に騙された評論家たちは大恥をかくことになったという。また、この詩には彼の親友であったドビュッシーが曲をつけている。
1896年には、出世作の小説『アフロディット』が刊行された。この作品は詩人フランソワ・コペの絶賛を受け大ヒットし、空前の売り上げを記録した。
1898年、小説『女と人形』を発表。この作品は現在までに5度映画化されている。

## 主な作品
- 『アスタルテ』Astarté、1891年
- 『クリシス、あるいは朝の儀式』Chrysis ou la cérémonie matinale、1893年
- 『ビリティスの歌』Les Chansons de Bilitis、1894年
  - 『Bilitis no Uta kara』神原泰訳、日本のローマ字社(1924年)
  - 『ビリチスの唄』川路柳虹訳、國際文献刊行会、世界奇書異聞類聚 第6巻(1926年)
  - 『ビリチスの歌　ギリシヤ古詩』鈴木信太郎訳、白水社(1954年)
  - 『ビリチスの歌　ギリシヤ古詩』鈴木信太郎訳、新潮文庫(1956年)
  - 『ビリチスの歌』鈴木信太郎訳、角川文庫(1962年、改版1977年)
  - 『ビリチスの愛の歌　恋の島レスボス』栗田勇訳、新書館(1967年)
  - 『ビリチスの官能の歌　快楽の島キプル』栗田勇訳、新書館(1968年)
  - 『ビリティスの恋唄』吉原幸子訳、東逸子画、PARCO出版(1982年)　
  - 『ビリチスの唄』生田耕作訳、作品集：奢霸都館(1986年)
  - 『ビリチスの歌　バルビエ・コレクション<2>』ジョルジュ・バルビエ画、鹿島茂訳・解説、リブロポート(1993年)
  - 『ビリチスの歌　ギリシヤ古詩』鈴木信太郎訳、講談社文芸文庫 現代日本の翻訳(1994年)。鈴木道彦解説
  - 『ビリティスの唄　ギリシャ語原典からピエール・ルイス初翻訳』岸田今日子ほか訳、原田芳郎監修、大和書房(2003年)
  - 『ビリティスの歌』沓掛良彦訳、水声社(2003年)

- 『アフロディット』Aphrodite、1896年
  - 『アフロディット』太田三郎・荒城季夫訳、國際文献刊行会/世界奇書異聞類聚9(1928年)
  - 『アフトディット』前田静秋・西幹之助訳、紫書房(1952年)
  - 『アフロディット　古代の風俗』小松清訳、白水社(1952年)
  - 『アフロディットとアフロディット画集』フランツ・ホン・バイロス画、浪速書房(1968年)
  - 『アフロディテ　古代風俗』沓掛良彦訳、平凡社ライブラリー(1998年)、解説多田智満子

- 『女と人形』La femme et le Pantin、1898年
  - 『女と木偶』矢口達訳、『不朽の恋』に収録、新陽堂(1914年)
  - 『女と人形　西班牙狂想曲』飯島正訳、西東書林(1935年、新版1936年)
  - 『女と人形』飯島正訳、創元社(1952年)
  - 『女と人形』飯島正訳、角川文庫(1956年)
  - 『女とあやつり人形』江口清、清和書房(1956年)
  - 『女と人形　西班牙狂想曲』生田耕作訳、作品集：奢霸都館(1984年)
  - 『女と人形』生田耕作訳、生田耕作コレクション3 白水社(1988年)
  - 『女と人形』生田耕作訳、晶文社アフロディーテ双書(2003年)

- 『ポゾール王の冒険』Les Aventures du roi Pausole、1901年
  - 『ポーゾール王の冒険』中村真一郎訳、「世界大ロマン全集23」東京創元社(1957年)

- 『紅殻絵』Sanguines、1903年
  - 短編集、収録作品：
    - 「緋衣の男」L'HOMME DE POURPRE
    - 「夕日の中の対話」 DIALOGUE AU SOLEIL COUCHANT
    - 「新しい逸楽」 UNE VOLUPTÉ NOUVELLE
    - 「ヌムール湾碇泊所」ESCALE EN RADE DE NEMOURS
    - 「偽エステル」 LA FAUSSE ESTHER
      - 「偽のエステル」井村実名子訳、白水社『フランス幻想文学傑作選3』(1983年)に収録

    - 「X…嬢の告白」LA CONFESSION DE Mlle X.
    - 「エスコリエ夫人の異常な冒険」 L’AVENTURE EXTRAORDINAIRE DE Mme ESQUOLLIER
      - 「エスコリエ夫人の異常な冒険」小松清訳、筑摩書房『ちくま文学の森06 -思いがけない話』に収録

    - 「ヴェーヌスベルク登山」 UNE ASCENSION AU VENUSBERG
    - 「鎧戸」 LA PERSIENNE
    - 「全紙版」 L’IN-PLANO

  - 『エスコリエ夫人の異常な冒険 -ピエール・ルイス短篇集』小松清訳、白水社(1951年)
  - 『紅殻絵』生田耕作訳、作品集：奢霸都館(1985年)

- 『妖精たちの黄昏』Le Crepuscule des nymphes、1925年
  - 収録作品
    - 「レダ」LÊDA OU LA LOUANGE DES BIENHEUREUSES TÉNÈBRES
    - 「アリアドネ」ARIANE OU LE CHEMIN DE LA PAIX ÉTERNELLE
    - 「ナイルの宿」LA MAISON SUR LE NIL OU LES APPARENCES DE LA VERTU
    - 「ビブリス」BYBLIS OU L’ENCHANTEMENT DES LARMES
    - 「ダナエ」DANAË　OU LE MALHEUR

  - 『五つの恋の物語 -妖精たちの黄昏どき』宮本文好訳、彌生書房(1957年)
    - 新版『妖精たちの黄昏』宮本文好訳、彌生書房(1982年)

- 『母親の三人娘』Trois Filles de Leur Mère
  - 『母娘特訓(セックス・レッスン)』津久戸俊訳、光文社CR文庫(1986年)

- 『不朽の恋』矢口達訳、新陽堂(1914年)
  - 本邦初訳の作品集。作者名の表記は「ピエール・ルゥイィ」。下記が収録作品
    - 「不朽の恋」
    - 「新しき歓楽」
    - 「レーダ」
    - 「ホーゼルの丘」
    - 「ビブリス」
    - 「女と木偶」

- Pervigilium Mortis
- Manuel de Civilité pour les petites filles
- Au Temps des Juges
- Psyché
- Histoire du Roi Gonzalve et des douze princesses
- La femme
- Farizade
- L'Île aux dames
- Jeunes filles
- Manuel de Gomorrhe
- Les mémoires de Joséphine
- L'œuvre érotique
- Pastiches et parodies
- Petites miettes amoureuses
- Poèmes inédits
- Poèmes érotiques inédits
- Poésies
- Pybrac
- Le sentiment de la famille
- La soliste
- Sonnets libertins
- Toinon
- Trente-deux quatrains
- Le trophée de vulves légendaires
- JOURNAL INTIME (日記：1929)

## 伝記・小説
- 沓掛良彦『エロスの祭司　評伝ピエール・ルイス』水声社、2003年
- ドミニク・ボナ『黒い瞳のエロス　ベル・エポックの三姉妹』

川瀬武夫・北村喜久子訳、筑摩書房、1993年。評伝文学

## 映像化作品
- 『ビリティスの歌』Les Chansons de Bilitis
  - 1977年: Bilitis (邦題:『ビリティス』または『柔らかい肌/禁じられた幼性』)、監督: デイヴィッド・ハミルトン

- 『女と人形』 La Femme et le Pantin
  - 1920年: The Woman and the Puppet (邦題: 『新カルメン』)、ジェラルディン・ファーラー主演
  - 1929年: La Femme et le Pantin、監督: ジャック・ド・バロンセリ（フランス語版）
  - 1935年: The Devil is a Woman (邦題: 『西班牙狂想曲』)、監督: ジョセフ・フォン・スタンバーグ、主演: マレーネ・ディートリヒ
  - 1946年: Laabet el sitt、監督:Wali Eddine Sameh
  - 1959年: La Femme et le Pantin (邦題: 『私の体に悪魔がいる』)、監督: ジュリアン・デュヴィヴィエ、主演: ブリジット・バルドー
  - 1977年: Cet obscur objet du désir (邦題: 『欲望のあいまいな対象』)、監督: ルイス・ブニュエル、主演: フェルナンド・レイ、キャロル・ブーケ(※原作とはクレジットされていない)

- 『ポゾール王の冒険』Les aventures du roi Pausole
  - 1933年: Les Aventures du roi Pausole、監督: アレクシス・グラノフスキー